# 소피아 지하철

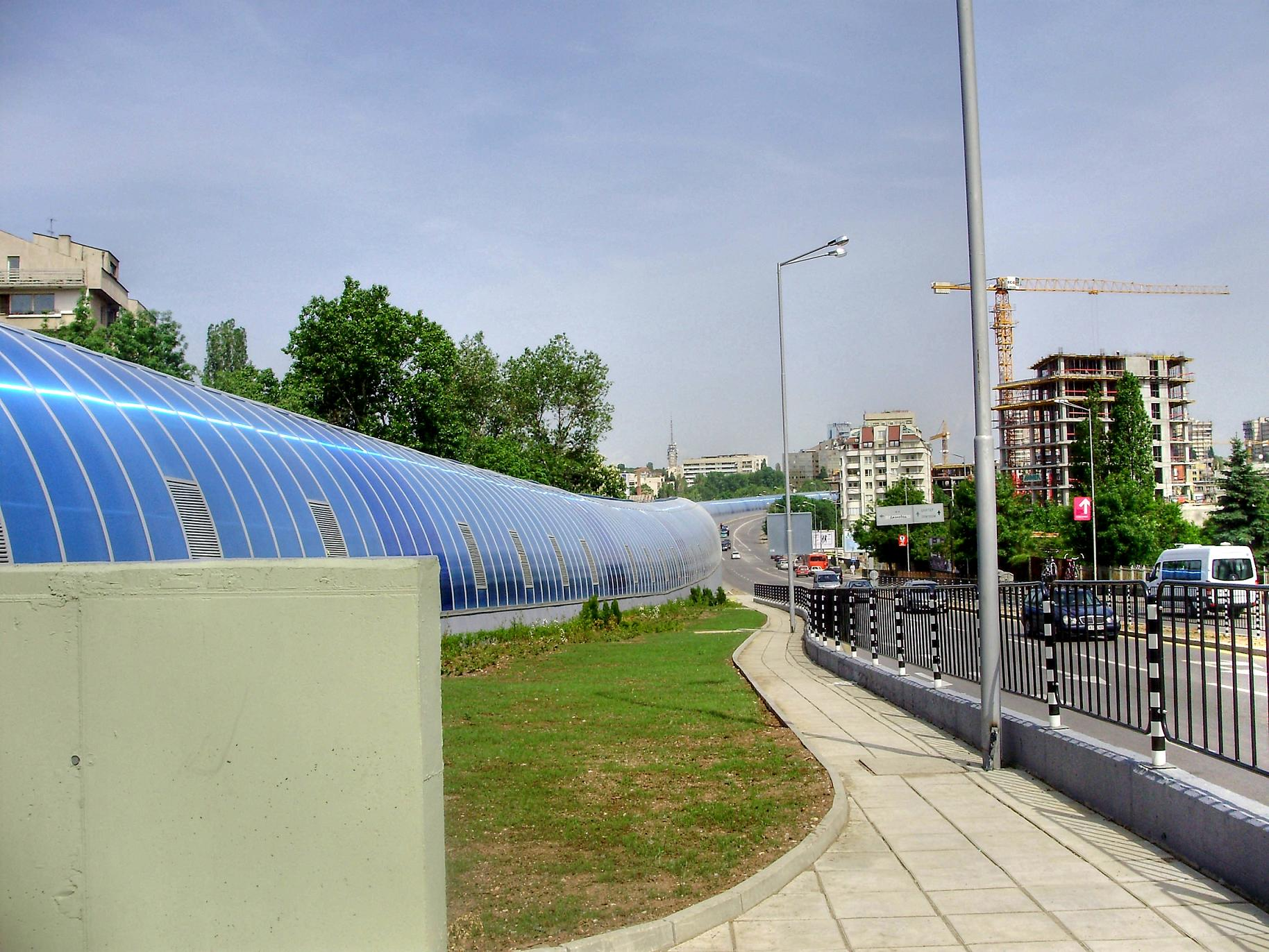

소피아 지하철(불가리아어: Софийско метро, Sofiysko metro)은 불가리아의 수도인 소피아의 도시철도의 지하철 시스템이다. 소피아 지하철은 불가리아의 첫 번째 지하철이며, 지하철이 연장되어 2021년 7월 기준으로 47개의 역, 52.0 km의 길이의 지하철이 운행 중이다.

## 역사
소피아 지하철은 1960년대부터 계획이 있었지만, 지하철의 필요성이 많이 없었고, 불가리아의 수도이자 유럽의 역사적인 도시 중 하나인 소피아는 땅 속 문화재들 때문에 지하철을 1998년에 개통했다.

## 같이 보기
- 세계 각국의 도시 철도